# 羅德里戈城主教座堂

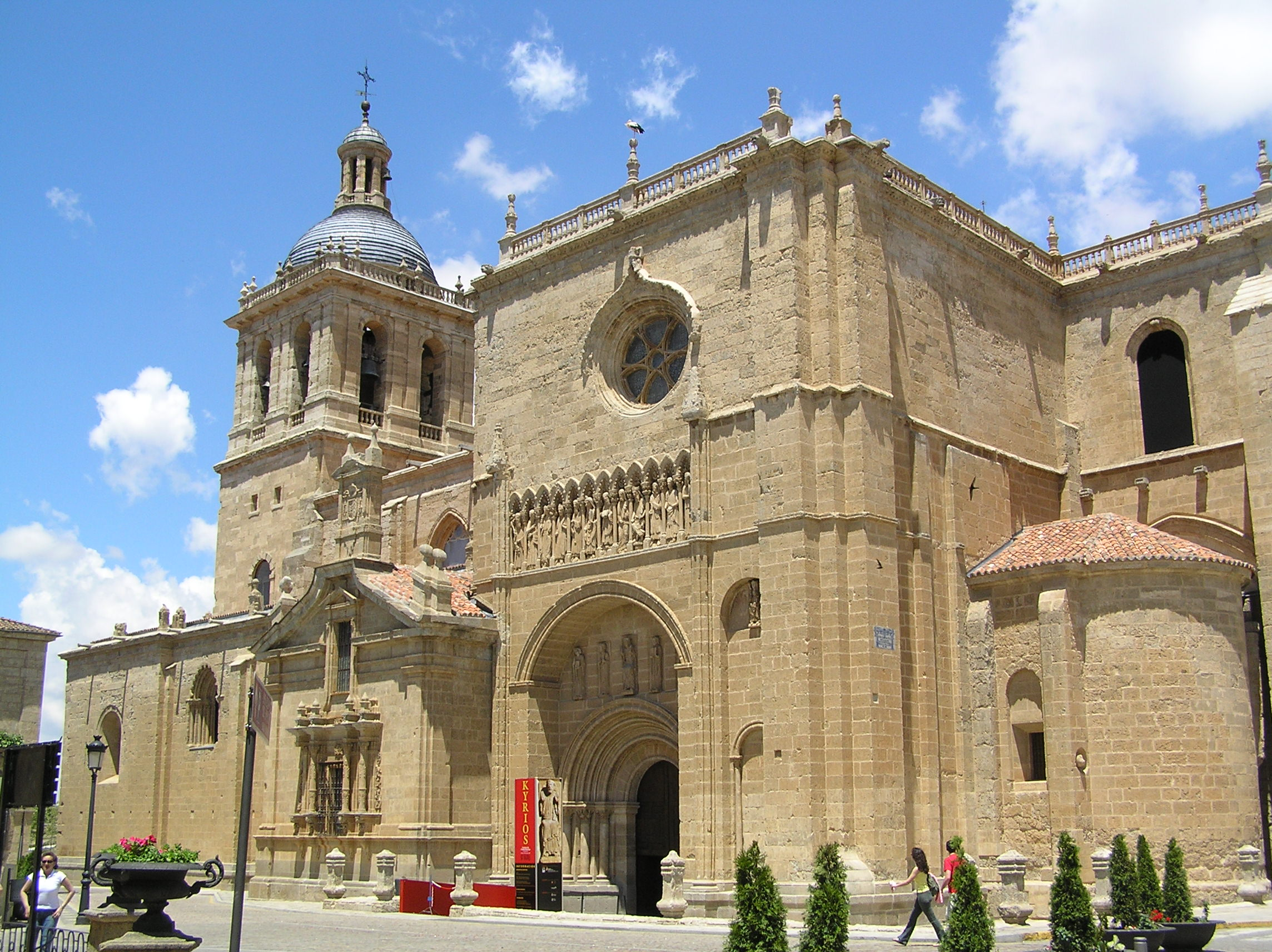
羅德里戈城主教座堂

羅德里戈城主教座堂（西班牙語：Ciudad Rodrigo Cathedral）是位於西班牙城市羅德里戈城的一座羅馬天主教的教堂。1889年，羅德里戈城主教屋座堂被列入西班牙保護建築。